# Château-ferme de Ny
Le château-ferme de Ny est un bâtiment situé à Ny dans la commune de Hotton en province de Luxembourg (Belgique). 
Il est classé comme monument depuis le 25 octobre 1977.

## Localisation
Le château-ferme est situé au sud du village de Ny au no 3 de la rue du Longchamps.

## Historique
Situées au-dessus du porche d'entrée, les armoiries de François de Cassal (1606-1657) et de son épouse Charlotte de Gozée (décédée en 1665) datent l'édifice de 1669. Ces armoiries auront pu être placées par Antoine de Cassal (décédé en 1684), le fils aîné de François. Ce millésime pourrait vraisemblablement être celui d'un réaménagement car la ferme a appartenu précédemment à la famille Résimont jusqu'en 1665. La date de la construction initiale n'est pas connue. L'ensemble était jadis entouré de douves qu'un pont-levis franchissait. Ce château-ferme fut jadis le siège d'une seigneurie foncière.

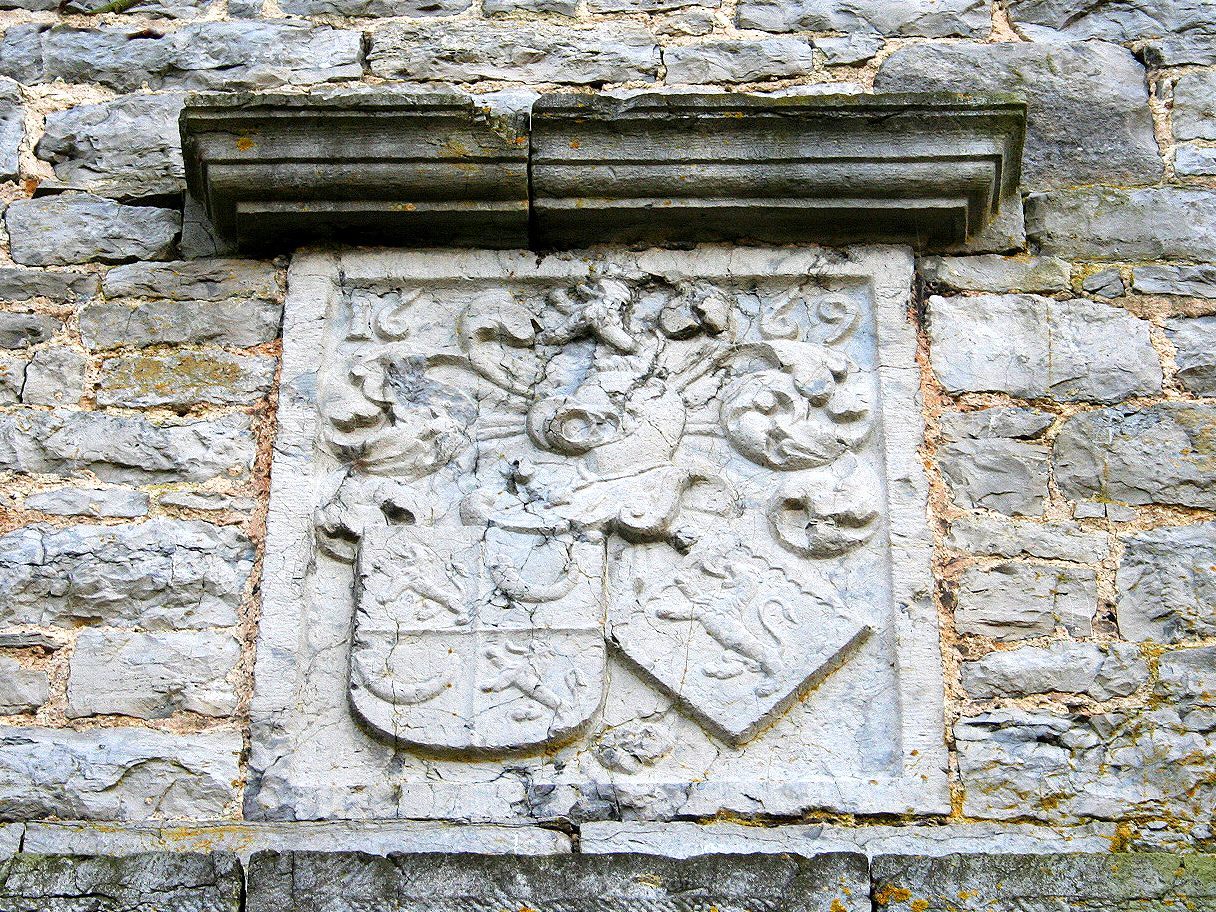
Armoiries du château-ferme

## Description
Ce bâtiment forme un vaste quadrilatère d'environ 60 m de côté formant une grande cour intérieure d'environ 1 650 m2 avec espaces pavés et pelouses. Le château-ferme est bâti en moellons de pierre calcaire sous toitures d'ardoises. 
La haute tour-porche d'entrée de trois niveaux avec armoiries (voir Historique) et pigeonnier se situe au milieu de l'aile nord et est surmontée d'une toiture en ardoises à quatre pans. 
Le corps de logis, haut de deux niveaux (un étage) sur hautes caves, se situe sur la partie nord de l'aile est. Un escalier d'une douzaine de marches mène à la porte d'entrée. 
L'autre partie de cette aile ainsi que les ailes nord et ouest sont constituées d'étables alors que l'aile sud est principalement occupée par une grange haute. On remarque aussi l'étonnante juxtaposition de quatre portes charretières en anse de panier sur l'aile est.

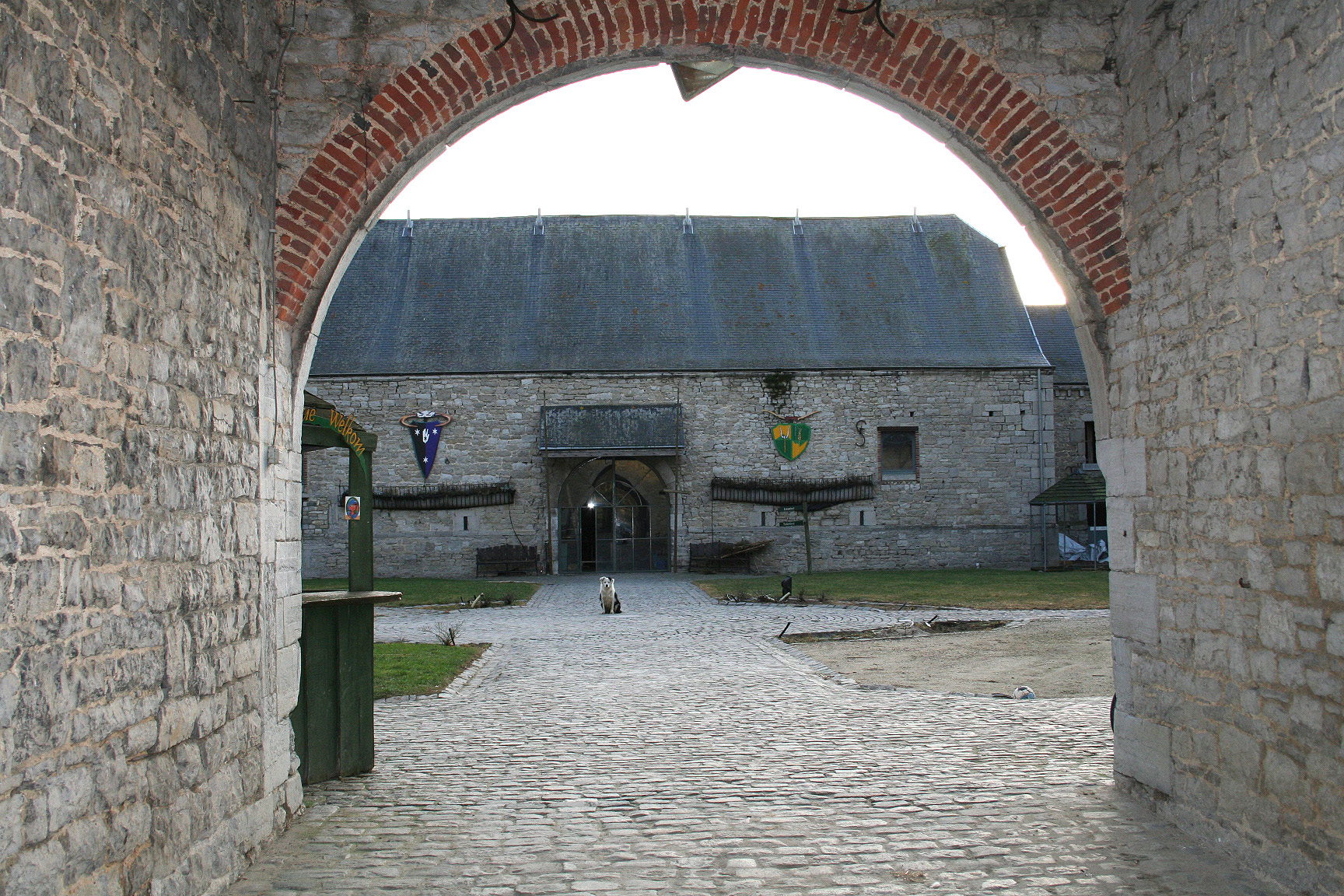

## Activités
Chaque année, le château-ferme sert de décor à un spectacle de reconstitution en présence de chevaliers et de danseurs dans le cadre d'un tournoi médiéval.